# Иаков (Галандзовский)
Епископ Иаков (в миру Сергий Леонидович Галандзовский; род. 12 июля 1977) — епископ Украинской православной церкви, епископ Дрогобычский, викарий Львовской епархии.

## Биография
Родился 12 июля 1977 года в посёлке Кодра Макаровского района Киевской области в семье рабочих. С 1984 по 1994 год обучался в Макаровской средней школе. С 1996 до 1999 года учился в Черниговском духовном училище.
3 января 2000 года в Белоцерковском Преображенском соборе епископом Белоцерковским Серафимом (Зализницким) был пострижен в монашество с наречением имени Иаков в честь священномученика Иакова, брата Господня. 7 января тем же архиеррем был рукоположен во иеродиакона, а 14 января того же года — во иеромонаха.
21 декабря 2006 года был принят в братию Преображенского монастыря в Тетереве Киевской епархии. На следующий день был назначен духовником и благочинным монастыря.
21 января 2009 года был возведён в достоинство архимандрита митрополитом Киевским Владимиром (Сабоданом).
В 2013 году закончил Киевскую духовную семинарию, а в 2017 — Киевскую духовную академию.
12 апреля 2017 года митрополитом Киевским и всея Украины Онуфрием (Березовским) награждён правом служения с жезлом как благочинный и исполняющий обязанности наместника.
23 ноября 2022 года решением Священного Синода Синода Украинской православной церкви был избран епископа Дрогобычского, викария Львовской епархии.
26 ноября того же года в Свято-Троицком храме Пантелеимоновского женского монастыря в Феофании наречён во епископа.
11 декабря того же года в храме преподобных Антония и Феодосия Киево-Печерской Лавры хиротонисан во епископа Дрогобычского, викария Львовской епархии. Хиротонию совершили: митрополит митрополит Киевский и всея Украины Онуфрий (Березовский). митрополит Вышгородский и Чернобыльский Павел (Лебедь), митрополит Бориспольский и Броварской Антоний (Паканич), митрополит Львовский и Галицкий Филарет (Кучеров), архиепископ Бучанский Пантелеимон (Бащук), архиепископ Обуховский Иона (Черепанов), архиепископ Барышевский Виктор (Коцаба), архиепископ Белогородский Сильвестр (Стойчев), епископ Ирпенский Лавр (Березовский), епископ Бородянский Марк (Андрюк).